# Seznam ulic v Ochozu u Brna
Seznam ulic v Ochozu u Brna uvádí přehled ulic a veřejných prostranství v obci Ochoz u Brna v okrese Brno-venkov.

## Seznam
| Název         | Pojmenováno po                     | Souřadnice                       | Obrázek | Commons | RÚIAN           | Mapy.cz         |
| ------------- | ---------------------------------- | -------------------------------- | ------- | ------- | --------------- | --------------- |
| Brněnská      | Brno                               | 49°15′15″ s. š., 16°44′14″ v. d. |         |         | 698989          | stre&id=142837  |
| Hlubná        | lom Ochoz                          | 49°16′4″ s. š., 16°44′24″ v. d.  |         |         | 2890941         | stre&id=5198263 |
| Ke Hřišti     |                                    | 49°15′27″ s. š., 16°44′2″ v. d.  |         |         | 2890631         | stre&id=5198251 |
| Na Bráně      |                                    | 49°15′29″ s. š., 16°43′53″ v. d. |         |         | 2891069         | stre&id=5198269 |
| Na Hrázi      |                                    | 49°15′17″ s. š., 16°44′11″ v. d. |         |         | 2890909         | stre&id=5198262 |
| Na Paramitě   |                                    | 49°15′27″ s. š., 16°44′13″ v. d. |         |         | 2891042         | stre&id=5198268 |
| Na Pile       |                                    | 49°15′12″ s. š., 16°43′56″ v. d. |         |         | 2891026         | stre&id=5198267 |
| Na Šébě       |                                    | 49°15′7″ s. š., 16°44′54″ v. d.  |         |         | 2890577         | stre&id=5198249 |
| Nový Dvůr     | Nový Dvůr                          | 49°16′12″ s. š., 16°45′40″ v. d. |         |         | 2890615         | stre&id=5198250 |
| Náves         |                                    | 49°15′17″ s. š., 16°44′20″ v. d. |         |         | 2890828         | stre&id=5198258 |
| Obecká        | Obce                               | 49°15′21″ s. š., 16°44′7″ v. d.  |         |         | 2890968         | stre&id=5198264 |
| Pastýřky      |                                    | 49°14′56″ s. š., 16°43′52″ v. d. |         |         | 2890658         | stre&id=5198252 |
| Pod Hádkem    | Hádek (Moravský kras)              | 49°15′11″ s. š., 16°45′44″ v. d. |         |         | 2891107 2890780 | stre&id=5198271 |
| Pod Skalkou   |                                    | 49°15′21″ s. š., 16°44′16″ v. d. |         |         | 2891166         | stre&id=5198274 |
| Pod Vyhlídkou |                                    | 49°15′24″ s. š., 16°44′24″ v. d. |         |         | 2891352         | stre&id=5198277 |
| Příhon        |                                    | 49°15′17″ s. š., 16°44′47″ v. d. |         |         | 2890887         | stre&id=5198261 |
| Příčná        |                                    | 49°15′24″ s. š., 16°44′9″ v. d.  |         |         | 2891123         | stre&id=5198272 |
| Stará cesta   |                                    | 49°14′56″ s. š., 16°43′57″ v. d. |         |         | 2891000         | stre&id=5198266 |
| Svážná        |                                    | 49°15′14″ s. š., 16°44′6″ v. d.  |         |         | 2891336 2890801 | stre&id=5198276 |
| V Luhu        |                                    | 49°15′11″ s. š., 16°44′13″ v. d. |         |         | 2890712         | stre&id=5198255 |
| Vápenická     |                                    | 49°15′31″ s. š., 16°44′ v. d.    |         |         | 2891140         | stre&id=5198273 |
| Za Hasičkou   | hasičská zbrojnice v Ochozu u Brna | 49°15′19″ s. š., 16°44′11″ v. d. |         |         | 2897997         | stre&id=5198291 |
| Za Humny      |                                    | 49°15′17″ s. š., 16°44′3″ v. d.  |         |         | 2890984         | stre&id=5198265 |
| Za Kapličkou  | kaplička v Ochozu u Brna           | 49°15′24″ s. š., 16°44′31″ v. d. |         |         | 2891085         | stre&id=5198270 |
| Za Kostelem   | kostel svatého Václava             | 49°15′14″ s. š., 16°44′20″ v. d. |         |         | 2890844         | stre&id=5198259 |
| Za Oborou     |                                    | 49°15′27″ s. š., 16°44′10″ v. d. |         |         | 2897750 2890861 | stre&id=5198290 |
| Říčky         |                                    | 49°14′6″ s. š., 16°43′46″ v. d.  |         |         | 2890691         | stre&id=5198254 |
| Školní        |                                    | 49°15′14″ s. š., 16°43′58″ v. d. |         |         | 2890674         | stre&id=5198253 |